# Pritchardia napaliensis
Espèce
Synonymes
- Pritchardia limahuliensis H.St.John[1]
- Pritchardia limahuliensis St. John[2]

Statut de conservation UICN

 CR A1ce+2ce, B1+2abcde, C1+2a : 
En danger critique
Pritchardia napaliensis est une espèce de plantes de la famille des Arecaceae. Cette espèce est endémique d'Hawaï

## Publication originale
- Pacific Science 35: 97. 1981.